# (20000) Varuna
(20000) Varuna és un objecte del cinturó de Kuiper (KBO, Kuiper Belt Object). El seu diàmetre està entre els 450 i 1200 km, depenent de si la mesura es fa amb el mètode tèrmic (600+/-150 km) o l'assumpció d'albedo (936+/-238), i es troba a unes 43 ua del Sol. La seva òrbita el classifica dins la categoria dels cubewanos.
Varuna va ser descobert el 28 de novembre del 2000 per R. S. McMillan utilitzant l'Spacewatch Telescope des de l'observatori de Kitt Peak. Se li va donar el nom provisional de 2000 WR106. Aleshores era el KBO més gran que s'havia descobert (excepte si hi considerem també Plutó i Caront). Actualment, hi ha almenys set objectes transneptunians amb un diàmetre major.
De les seves característiques físiques, se sap que la seva superfície és fosca (més fosca que la de Plutó), cosa que segons David Hewitt suggereix que Varuna està pràcticament desproveït de gel. També se n'ha mesurat la densitat i s'ha obtingut el sorprenent valor de 1.000 kg/m³ (la mateixa que l'aigua!) Segons Hewitt, això indica porositat interna.
Segons les normes que dicta la Unió Astronòmica Internacional, els cubewanos han de portar noms de déus de la creació i la resurrecció. El nom Varuna prové de la mitologia vèdica (hindú) i va ser suggerit per M. Sarabhai.